# Sabrina Meyer
Sabrina Meyer (* 16. August 1988 in Püttlingen) ist eine ehemalige deutsche Fußballspielerin.

## Karriere
Die 170 cm große Stürmerin Meyer spielte in der Saison  2007/08 für den 1. FC Saarbrücken in der Bundesliga. In dieser bestritt sie zwölf Punktspiele und erzielte ein Tor. Sie debütierte am 19. August 2007 (1. Spieltag) beim 1:1-Remis im Auswärtsspiel gegen den SC Freiburg, ihr einziges Tor gelang ihr am 30. März 2008 (13. Spieltag) beim 2:2-Remis im Auswärtsspiel gegen den TSV Crailsheim mit dem Treffer zur 2:1-Führung in der 58. Minute.
Für den 1. FC Saarbrücken kam sie ferner im Finale um den nationalen Vereinspokal zum Einsatz. Am 19. April 2008 gehörte sie – 19-jährig – der Mannschaft an, die im Olympiastadion Berlin – als Vorspiel zum Männerfinale – vor 20.000 Zuschauern gegen den 1. FFC Frankfurt mit 1:5 jedoch deutlich unterlegen war.
Im Verlauf ihrer Karriere gehörte sie dem SV Furpach, einem Stadtteilverein von Neunkirchen (Saar) an, für den sie von 2011 bis 2013 31 Punktspiele in der drittklassigen Regionalliga Südwest bestritt und zwölf Tore erzielte. 
Seitdem spielt sie für den 1. FC Riegelsberg, mit dem sie zur Saison 2015/16 in die Regionalliga Südwest aufgestiegen ist, in dieser Spielklasse bis Saisonende 2022/23 76 Punktspiele bestritt und 16 Tore erzielte. Noch als Saarlandpokal-Sieger 2014 nahm sie mit dem Verein am nationalen Pokalwettbewerb teil, wobei sie mit ihrer Mannschaft am 24. August 2014 mit 1:2 dem 1. FFC Bergisch Gladbach in der 1. Runde unterlagen war. So erging es ihr auch am 27. September 2020 mit 4:5 im Elfmeterschießen gegen den Karlsruher SC und am 22. August 2021 mit 0:5 gegen die SV Elversberg.

## Erfolge
- Aufstieg in die Regionalliga Südwest 2015
- Saarlandpokalsieger 2014, 2016, 2017, 2018, 2020
- DFB-Pokal-Finalist 2008